# Meistriliiga 2010
Die Meistriliiga 2010 war die 20. Spielzeit der höchsten estnischen Fußball-Spielklasse der Herren. Die Saison begann am 9. März und endete am 6. November 2010 mit dem 36. Spieltag. Titelverteidiger war FC Levadia Tallinn.

## Saison
Meister wurde zum achten Mal FC Flora Tallinn. Als estnischer Meister scheiterte Flora in der folgenden Champions-League-Saison 2011/12 in der 2. Qualifikationsrunde an Shamrock Rovers.
FC Kuressaare ging am Ende der Spielzeit in die Relegation und sicherte sich in zwei Spielen gegen Kiviõli Tamme Auto den Klassenerhalt. FC Lootus Kohtla-Järve stieg direkt in die Esiliiga ab.

## Teams
| Verein                 | Stadt         | Stadion                  | Kapazität |
| ---------------------- | ------------- | ------------------------ | --------- |
| FC Flora Tallinn       | Tallinn       | A. Le Coq Arena          | 9.692     |
| FC Lootus Kohtla-Järve | Kohtla-Järve  | Sportikeskuse staadion   | 2.200     |
| JK Trans Narva         | Narva         | Kreenholmi staadion      | 2.000     |
| Tulevik Viljandi       | Viljandi      | Viljandi Linnastaadion   | 2.000     |
| JK Tammeka Tartu       | Tartu         | Tamme staadion           | 1.600     |
| FC Kuressaare          | Kuressaare    | Kuressaare linnastaadion | 1.600     |
| JK Kalev Sillamäe      | Sillamäe      | Sillamäe Kalevi staadion | 0800      |
| JK Nõmme Kalju         | Tallinn-Nõmme | Hiiu staadion            | 0500      |
| FC Levadia Tallinn     | Tallinn       | Maarjamäe staadion       | 0500      |
| Paide Linnameeskond    | Paide         | Paide linnastaadion      | 0400      |

## Abschlusstabelle
| Pl. | Verein                     | Sp. | S  | U | N  | Tore    | Diff. | Punkte |
| --- | -------------------------- | --- | -- | - | -- | ------- | ----- | ------ |
| 1.  | FC Flora Tallinn           | 36  | 29 | 4 | 3  | 104:320 | +72   | 91     |
| 2.  | FC Levadia Tallinn (M, P)  | 36  | 26 | 8 | 2  | 100:160 | +84   | 86     |
| 3.  | JK Trans Narva             | 36  | 23 | 7 | 6  | 067:310 | +36   | 76     |
| 4.  | JK Nõmme Kalju             | 36  | 18 | 8 | 10 | 059:420 | +17   | 62     |
| 5.  | JK Kalev Sillamäe          | 36  | 18 | 5 | 13 | 079:520 | +27   | 59     |
| 6.  | JK Tammeka Tartu           | 36  | 11 | 7 | 18 | 050:660 | −16   | 40     |
| 7.  | Tulevik Viljandi           | 36  | 8  | 5 | 23 | 033:620 | −29   | 29     |
| 8.  | Paide Linnameeskond        | 36  | 6  | 7 | 23 | 030:790 | −49   | 25     |
| 9.  | FC Kuressaare              | 36  | 7  | 3 | 26 | 032:930 | −61   | 24     |
| 10. | FC Lootus Kohtla-Järve (N) | 36  | 6  | 2 | 28 | 022:103 | −81   | 20     |

Platzierungskriterien: 1. Punkte – 2. Annullierungen – 3. Siege – 4. Direkter Vergleich (Punkte, Tordifferenz, geschossene Tore) – 5. Tordifferenz – 6. geschossene Tore
| (M) | amtierender Meister     |
| (P) | amtierender Pokalsieger |
| (N) | Neuaufsteiger           |

## Kreuztabelle
| Runde 1 – 18           | FC Levadia Tallinn | JK Kalev Sillamäe | JK Trans Narva | FC Flora Tallinn | JK Nõmme Kalju | JK Tulevik Viljandi | JK Tammeka Tartu | FC Kuressaare | Paide Linnameeskond | FC Lootus Kohtla-Järve |
| ---------------------- | ------------------ | ----------------- | -------------- | ---------------- | -------------- | ------------------- | ---------------- | ------------- | ------------------- | ---------------------- |
| FC Levadia Tallinn     |                    | 3:1               | 3:0            | 2:1              | 0:0            | 2:0                 | 2:0              | 1:1           | 6:0                 | 5:1                    |
| JK Kalev Sillamäe      | 1:1                |                   | 1:2            | 1:2              | 2:2            | 2:1                 | 4:0              | 0:0 1         | 4:0                 | 3:1                    |
| JK Trans Narva         | 1:2                | 2:2               |                | 1:0              | 2:2            | 2:0                 | 0:0              | 3:0           | 4:1                 | 0:1                    |
| FC Flora Tallinn       | 2:1                | 4:2               | 1:1            |                  | 1:0            | 1:1                 | 3:2              | 4:0           | 2:1                 | 2:1                    |
| JK Nõmme Kalju         | 0:3                | 2:1               | 0:1            | 1:2              |                | 1:0                 | 1:1              | 2:1           | 1:1                 | 1:0                    |
| JK Tulevik Viljandi    | 0:1                | 1:2               | 0:1            | 0:1              | 1:4            |                     | 0:3              | 0:0           | 1:0                 | 1:0                    |
| JK Tammeka Tartu       | 0:0                | 1:4               | 1:2            | 0:1              | 2:3            | 2:0                 |                  | 2:0           | 0:0                 | 1:0                    |
| FC Kuressaare          | 0:7                | 0:4               | 0:1            | 1:2              | 1:2            | 3:2                 | 2:3              |               | 1:0                 | 1:2                    |
| Paide Linnameeskond    | 0:4                | 0:1               | 0:4            | 0:2              | 0:3            | 2:0                 | 1:3              | 1:2           |                     | 1:0                    |
| FC Lootus Kohtla-Järve | 0:3                | 0:1               | 0:5            | 0:4              | 0:5            | 0:1                 | 1:3              | 5:2           | 2:1                 |                        |

| Runde 19 – 36          | FC Levadia Tallinn | JK Kalev Sillamäe | JK Trans Narva | FC Flora Tallinn | JK Nõmme Kalju | JK Tulevik Viljandi | JK Tammeka Tartu | FC Kuressaare | Paide Linnameeskond | FC Lootus Kohtla-Järve |
| ---------------------- | ------------------ | ----------------- | -------------- | ---------------- | -------------- | ------------------- | ---------------- | ------------- | ------------------- | ---------------------- |
| FC Levadia Tallinn     |                    | 2:0               | 1:1            | 2:2              | 1:1            | 3:0                 | 6:0              | 4:0           | 4:0                 | 5:0                    |
| JK Kalev Sillamäe      | 0:4                |                   | 1:3            | 2:5              | 4:1            | 5:2                 | 2:0              | 2:0           | 0:0                 | 4:0                    |
| JK Trans Narva         | 0:3                | 2:1               |                | 1:2              | 1:0            | 2:0                 | 1:1              | 5:1           | 0:0 2               | 4:1                    |
| FC Flora Tallinn       | 2:0                | 3:0               | 4:0            |                  | 3:0            | 1:0                 | 6:3              | 6:0           | 6:2                 | 5:0                    |
| JK Nõmme Kalju         | 1:5                | 0:2               | 0:2            | 3:3              |                | 3:0                 | 3:1              | 1:0           | 0:0                 | 2:0                    |
| JK Tulevik Viljandi    | 0:1                | 3:2               | 0:3            | 1:6              | 0:1            |                     | 4:0              | 4:1           | 1:0                 | 4:0                    |
| JK Tammeka Tartu       | 0:0                | 2:3               | 0:1            | 1:2              | 1:0            | 2:2                 |                  | 0:2           | 1:2                 | 5:1                    |
| FC Kuressaare          | 0:4                | 2:2               | 1:4            | 0:2              | 1:5            | 4:2                 | 3:2              |               | 2:3                 | 0:1                    |
| Paide Linnameeskond    | 1:4                | 1:8               | 1:1            | 1:4              | 0:1            | 3:0                 | 3:4              | 3:0           |                     | 1:1                    |
| FC Lootus Kohtla-Järve | 0:5                | 0:5               | 0:4            | 0:8              | 0:6            | 0:0                 | 1:3              | 2:0           | 1:2                 |                        |

## Relegation
| Datum             |                    | Ergebnis  |                    | Tore                                                    |
| ----------------- | ------------------ | --------- | ------------------ | ------------------------------------------------------- |
| 14. November 2010 | Kiviõli Tamme Auto | 2:1 (0:1) | FC Kuressaare      | 0:1 Aljas (15.), 1:1 Šteinberg (60.), 2:1 Kirilov (79.) |
| 21. November 2010 | FC Kuressaare      | 3:0 (3:0) | Kiviõli Tamme Auto | 1:0 Skiperskiy (27.), 2:0 Viira (31.), 3:0 Pukk (36.)   |
| Gesamt:           | Kiviõli Tamme Auto | 2:4       | FC Kuressaare      |                                                         |

## Torschützenliste
| Pl. | Spieler              | Verein             | Tore |
| --- | -------------------- | ------------------ | ---- |
| 1   | Sander Post          | FC Flora Tallinn   | 24   |
| 2   | Jüri Jevdokimov      | JK Nõmme Kalju     | 21   |
| 3   | Tarmo Neemelo        | FC Levadia Tallinn | 20   |
| 4   | Vitali Leitan        | FC Levadia Tallinn | 16   |
| 5   | Deniss malov         | FC Levadia Tallinn | 14   |
| 6   | Henri Anier          | FC Flora Tallinn   | 13   |
| 6   | Marius Bezykornovas  | JK Trans Narva     | 13   |
| 8   | Konstantin Nahk      | FC Levadia Tallinn | 12   |
| 8   | Albert Prosa         | JK Tammeka Tartu   | 12   |
| 100 | Felipe Nunes         | JK Nõmme Kalju     | 09   |
| 100 | Maksim Gruznov       | JK Kalev Sillamäe  | 09   |
| 100 | Nikita Koljajew      | JK Kalev Sillamäe  | 09   |
| 100 | Aleksandr Nikulin    | JK Kalev Sillamäe  | 09   |
| 100 | Dmitrij Skiperskij   | FC Kuressaare      | 09   |
| 100 | Nerijus Vasiliauskas | JK Kalev Sillamäe  | 09   |